# Architettura delle reti di elaboratori
L'architettura delle reti di elaboratori è un insieme di livelli e protocolli dell'architettura degli elaboratori.

## Descrizione
Per semplificare la struttura di progetto, le reti sono organizzate gerarchicamente in livelli, ciascuno dei quali interagisce con il livello superiore fornendo servizi nel rispetto delle convenzioni e delle regole (protocollo).
Il livello N su un host conduce una conversazione con il livello N di un altro host. Le regole e le convenzioni che gestiscono la conversazione prendono il termine di protocollo di livello n.
Le entità (processi) che rendono possibile una conversazione si chiamano Peer entity (entità di pari livello). Come suddetto il dialogo tra due livelli paritetici avviene materialmente tramite il servizio dal livello N-1. C'è da precisare che il trasferimento del pacchetto non avviene direttamente tra il livello di host 1 e il livello di host 2.
Ogni livello di host 1 effettua il controllo dei dati al livello sottostante, a seguire il dato viene trasmesso da host 1 a host 2 mediante un mezzo fisico presente nel livello 1. Il dato, raggiunto l'host 2, passa da ogni livello a quello superiore sino a raggiungere il livello N.
L'interazione di una coppia di livelli adiacenti, è definita da una interfaccia caratterizzata da una minimizzazione delle informazioni da trasferire e dalla modificabilità delle implementazioni del livello, avviene mediante primitive (procedure standard capaci di fornire all'interno di un modulo servizi) che passano al livello N-1.

## I modelli delle architetture di rete
Nel 1984 fu eretta un'architettura di rete standard definita dall'ISO (Ente internazionale degli standard) che fu denominata OSI (Open System Interconnection), da qui il modello ISO/OSI, rivolto a sistemi aperti.
Esistono vari tipi di architetture di rete rivolte a differenti categorie di tipologie:
- per quelli proprietari:
  - DECnet
  - SNA
- per quelli pubblici:
  - OSI
  - TCP/IP